# Anka (Vorname)
Anka (bulgarisch, serbisch: Анка) ist ein weiblicher Vorname.

## Herkunft und Bedeutung
Er ist eine Verkleinerungsform von Anne. Weitere Varianten sind Aneta (polnisch) Anelia/Aneliya/Neli (bulgarisch), Anica/Anita/Ankica (kroatisch), Anica (serbisch).

## Bekannte Namensträgerinnen
- Anka Baier (* 1966), deutsche Schauspielerin
- Anka Bakowa (* 1957), bulgarische Ruderin
- Anka Bergmann (1965–2025), deutsche Slawistin
- Anka Dobslaw (* 1980), deutsche politische Beamtin
- Anka Feldhusen (* 1966), deutsche Diplomatin
- Anka Georgiewa (* 1959), bulgarische Steuerfrau im Rudern
- Anka Grupińska (* 1956), polnische Sachbuchautorin, Journalistin und Publizistin
- Sibyll-Anka Klotz (* 1961), deutsche Politikerin
- Anka Kröhnke (* 1940), deutsche bildende Künstlerin
- Anka Muhlstein (* 1935), französische Historikerin
- Anka Pelowa (* 1939), bulgarische Sportschützin
- Anka Schmid (* 1961), Filmregisseurin, Drehbuchautorin und Videokünstlerin
- Elizabeth Anka Vajagic, kanadische Sängerin und Gitarristin
- Anka Zink (* 1957), deutsche Kabarettistin, Autorin und Regisseurin